# DK Lacertae
Désignations
DK Lacertae (ou Nova Lacertae 1950) était une nova qui survint en 1950 dans la constellation du Lézard. Elle atteignit une magnitude minimale (correspondant à une luminosité maximale) de 5,7. Sa distance, estimée à l'aide de la mesure de sa parallaxe par le satellite Gaia, est très approximativement d'environ 2 500 pc (∼8 150 al).